# Dishwalla
Dishwalla ist eine US-amerikanische Alternative-Rock-Gruppe aus Santa Barbara im Bundesstaat Kalifornien. Der Name der Band kommt von der indischen Bezeichnung für eine Person, die illegal Satellitensignale benutzt und diese dann weiterverbreitet.

## Geschichte
Dishwalla wurde 1994 von J. R. Richards, Rodney Browning, George Pendergast und Scot Alexander gegründet. Ihre erste Single Counting Blue Cars wurde 1996 veröffentlicht und stieg rasch in den Charts. Dadurch erreichten sie schnell einen hohen Bekanntheitsgrad und ihr Album Pet Your Friends verkaufte sich über eine Million Mal.
Die hohen Erwartungen konnte das nächste Album And You Think You Know What Life’s About nicht halten und entwickelte sich zum Flop. Die Schuld wurde zum Teil auch dem damaligen Plattenlabel zugeschoben, und nach dem Ausstieg des Schlagzeugers George Pendergast wechselten Dishwalla zum Label Immergent.
Dishwalla, das fünfte Album, wurde unter einem neuen Plattenlabel veröffentlicht. Die Band benannte das Album nach sich selbst, da sie es als neuen Anfang betrachtete. 2006 gab J. R. Richards in einem Interview bekannt, dass die Band eine Pause einlegt.
Am 26. Mai 2009 erschien J. R. Richards Soloalbum „A Beautiful End“.

## Diskografie

### Studioalben
| Jahr | Titel                                    | Höchstplatzierung, Gesamtwochen, AuszeichnungChartsChartplatzierungen (Jahr, Titel, Platzierungen, Wochen, Auszeichnungen, Anmerkungen) | Anmerkungen                           |
| Jahr | Titel                                    | US | Anmerkungen                           |
| ---- | ---------------------------------------- | --- | ------------------------------------- |
| 1995 | Pet Your Friends                         | US89 Gold · (34 Wo.)US | Erstveröffentlichung: 22. August 1995 |
| 1998 | And You Think You Know What Life’s About | US164 (1 Wo.)US | Erstveröffentlichung: 11. August 1998 |
| 2002 | Opaline                                  | US192 (1 Wo.)US | Erstveröffentlichung: 23. April 2002  |

Weitere Veröffentlichungen
- 2001: Gems
- 2003: Santa Claus Lane
- 2003: Live... Greetings from the Flow State
- 2004: Santa Claus Lane II
- 2004: Southeast Asia
- 2005: Dishwalla
- 2017: Juniper Road

### Singles
| Jahr | Titel Album                         | Höchstplatzierung, Gesamtwochen, AuszeichnungChartsChartplatzierungen (Jahr, Titel, Album, Platzierungen, Wochen, Auszeichnungen, Anmerkungen) | Anmerkungen                            |
| Jahr | Titel Album                         | US | Anmerkungen                            |
| ---- | ----------------------------------- | --- | -------------------------------------- |
| 1996 | Counting Blue Cars Pet Your Friends | US15 Gold · (48 Wo.)US | Erstveröffentlichung: 27. Februar 1996 |

Weitere Singles
- 1994: It's Going to Take Some Time
- 1995: Haze
- 1996: Charlie Brown's Parents
- 1996: Give
- 1998: Once In Awhile
- 2002: Somewhere in the Middle
- 2002: Angels or Devils
- 2005: Collide
- 2017: Give Me A Sign
- 2022: Opaline

## Wissenswertes
- Truth Serum (And You Think You Know What Life’s About) ist auf dem Soundtrack von Mit Schirm, Charme und Melone zu hören.
- Stay Awake (And You Think You Know What Life’s About) ist auf dem Soundtrack von Echoes – Stimmen aus der Zwischenwelt zu hören.
- Find You Way Back Home ist auf dem Soundtrack von American Pie – Wie ein heißer Apfelkuchen zu hören.
- Home (Opaline) ist auf dem Soundtrack von Groupies Forever zu hören.
- In der Serie Charmed – Zauberhafte Hexen trat Dishwalla in der Folge Pakt mit dem Teufel (Staffel 2) auf.
- Weitere Songs wurden auch in anderen Serien wie Smallville, O.C., California, Cold Case – Kein Opfer ist je vergessen oder How I Met Your Mother gespielt.

## Auszeichnungen
- 1996: Billboard Music Award für Counting Blue Cars als besten Rock-Song